# یاستژنبیه جمیانگسکیه
یاستژنبیه جمیانگسکیه (به لاتین: Jastrzębie Dziemiańskie) یک روستا در لهستان است که در گمینا جمیانه واقع شده‌است.
 یاستژنبیه جمیانگسکیه  ۳۵ نفر جمعیت دارد.